# إدوارد جورج
إدوارد جورج (بالإنجليزية: Edward George, Baron George )‏ (و. 1938 – 2009 م) هو عالم اقتصاد، وسياسي، ومصرفي، وكاتب سيناريو، من المملكة المتحدة، كان عضوًا في الأكاديمية الأمريكية للفنون والعلوم، توفي في سانت تودي، عن عمر يناهز 71 عاماً بسبب سرطان الرئة.

## مناصب
تولى منصب حاكم بنك إنجلترا ‏ (30 يونيو 1993–30 يونيو 2003)، وعضو مجلس اللوردات.

## التعليم
تعلم في جامعة كامبريدج، وكلية ايمانويل، كامبريدج، وكلية دولويتش ‏.

## جوائز
حصل على جوائز منها:
- فارس الصليب الأكبر من رتبة الإمبراطورية البريطانية.

## روابط خارجية
- إدوارد جورج على موقع الموسوعة البريطانية (الإنجليزية)
- إدوارد جورج على موقع مونزينجر (الألمانية)